# Los
Lossen (slægten latin Lynx) er et rovdyr i kattefamilien. En voksen los vejer typisk mellem 5 og 30 kilo.
Der findes fire arter af losser:
- Europæisk los (Lynx lynx).
- Canadisk los (Lynx canadensis).
- Spansk los (Lynx pardinus).
- Rødlos (Lynx rufus).

Lossen bruger sine store flade poter til at holde sig oppe på sneen med. Den er bange for mennesker og kan på mange måder minde om en ræv. Den lever blandt andet af gnavere og fugle.